# الصراع بين إقليم كردستان وحزب العمال الكردستاني
الصراع بين إقليم كردستان وحزب العمال الكردستاني هو سلسلة من المعارك والاشتباكات في كردستان العراق بين حكومة إقليم كردستان الحاكمة ضد حزب العمال الكردستاني والجماعات المتحالفة معه. بدأت في عام 1983 ولا تزال مستمرة في شكل تمرد. الطريقة الأساسية لحزب العمال الكردستاني هي استخدام حرب العصابات ضد البيشمركة.

## تاريخ
عندما تأسس حزب العمال الكردستاني في عام 1978، اقتصرت أعماله على تركيا. ومع ذلك، تسبب انقلاب عام 1980 في فرار حزب العمال الكردستاني إلى سوريا والعراق، وهو يعرف بإقليم كردستان. في البداية، رحب الحزب الديمقراطي الكردستاني بحزب العمال الكردستاني. ومع ذلك، ساءت علاقاتهما عندما بدأ حزب العمال الكردستاني في المطالبة بالحكم في حكومة إقليم كردستان والمزيد من السيطرة الإقليمية حيث استمر في محاربة تركيا وأراد المزيد من النفوذ في إقليم كردستان. في يوليو 1983، وقع حزب العمال الكردستاني والحزب الديمقراطي الكردستاني اتفاقا يتفق على الوحدة لمحاربة الإمبريالية، حيث كانت الإمبريالية الأمريكية على رأس القائمة، حيث دعمت الولايات المتحدة صدام حسين في ذلك الوقت، واعتبرها القوميون الأكراد عدوا. ساءت العلاقات بين حزب العمال الكردستاني والحزب الديمقراطي الكردستاني تدريجيا، وبحلول عام 1988، قطعوا العلاقات تماما، وتحول حزب العمال الكردستاني إلى حزب العمال الكردستاني. في عام 1989، حذر الاتحاد الوطني الكردستاني تركيا من أنه إذا تدخل في كردستان العراق مرة أخرى دون إذن، فإن الاتحاد الوطني الكردستاني سيدعم حزب العمال الكردستاني بشكل علني. ومع ذلك، بحلول عام 1990، اعتبر أوجلان علاقاته مع الاتحاد الوطني الكردستاني "باطلة".
بحلول عام 1988، انضم الاتحاد الوطني الكردستاني إلى الحزب الديمقراطي الكردستاني في إنشاء جبهة كردستان العراق. في عام 1991، أعلنت جبهة كردستان العراق الحرب على حزب العمال الكردستاني. بدأ جلال طالباني ينسب الفضل إلى تركيا في إنقاذ الأكراد من صدام حسين، مشيرا إلى أنه "يجب اعتبار تركيا دولة صديقة للأكراد"، وذهب إلى حد التوصية بأن تركيا ضم كردستان العراق. أشار إليه سليمان ديميريل باسم "أخي العزيز طالباني". لم يدم التحالف بين الحزب الوطني الكردستاني والحزب الديمقراطي الكردستاني طويلا، واندلعت الحرب الأهلية الكردية العراقية. انجذبت إيران وتركيا والعراق والولايات المتحدة إلى القتال. على علاقة جيدة مع حزب العمال الكردستاني، بدأ حزب العمال الكردستاني في مهاجمة الحزب الديمقراطي الكردستاني. انتقل حزب العمال الكردستاني إلى جبال قنديل بعد الحرب. بدأ أسوأ قتال في 13 أكتوبر 1997. دعمت تركيا الحزب الديمقراطي الكردستاني، في حين دعمت إيران حزب العمال الكردستاني وحزب العمال الكردستاني. حتى أن تركيا تدخلت إلى جانب الحزب الديمقراطي الكردستاني ورأته فرصة لمهاجمة حزب العمال الكردستاني. كما حذرت تركيا حزب العمال الكردستاني من التوقف عن التعاون مع حزب العمال الكردستاني. في 25 سبتمبر 1997، أطلقت القوات التركية عملية الفجر. أسفرت العملية عن خسائر فادحة في حزب العمال الكردستاني والخسائر التركية، لكن تركيا فشلت مرة أخرى في طرد حزب العمال الكردستاني. تم التفاوض على وقف إطلاق النار بين حزب العمال الكردستاني والحزب الديمقراطي الكردستاني، وبعد ذلك بدأ حزب العمال الكردستاني في معارضة حزب العمال الكردستاني. خلال الحرب الأهلية، دفع الحزب الديمقراطي الكردستاني حزب العمال الكردستاني بشكل فعال للخروج من العديد من المناطق في دهوك، و"سحق في غضون بضعة أشهر قصيرة منظمة لم تتمكن تركيا من ذلك في أكثر من أحد عشر عاما من الحرب". أعطى طالباني، خلال حرب العراق، حزب العمال الكردستاني إنذارا آخر "لنزع سلاح العراق أو مغادرته".
ادعى عبد الله أوجلان أن الحزب الديمقراطي الكردستاني كان مجرد "قوى قومية بدائية"، في حين أن حزب العمال الكردستاني كان "وطنيين ثوريين". انتقد الحزب الديمقراطي الكردستاني بانتظام لكونه "قوميا". ادعى عبد الله أوجلان أن الحزب الديمقراطي الكردستاني كان له دور في تشكيل نظام حراسة القرية. ادعى أوجلان أن مسعود بارزاني كان خائنا لعلاقات جيدة مع تركيا، في حين ادعى بارزاني أن "من الخيانة العليا توجيه الأسلحة إلى الإدارة الكردية القانونية"، وبذلك "أكد أن أوجلان هو عدو الأكراد". ادعى بارزاني أيضا أن الحزب الديمقراطي الكردستاني "لم يطلب أي مساعدة تركية على الرغم من عرض الحكومة التركية. نحن ملتزمون بحماية أمن شعبنا فقط وليس أمن الآخرين." ومع ذلك، ذكر أيضا أننا "نحترم العلاقات مع جميع الجيران ولا نسمح بتهديد أمنهم من أراضينا".
تعاونت الولايات المتحدة وتركيا مع إقليم كردستان ضد حزب العمال الكردستاني في العديد من المناسبات.
يزعم أيضا أن صدام حسين، الذي دعم علنا الحزب التحالف مع حزب العمال الكردستاني في الماضي، قد دعم حزب العمال الكردستاني أيضا. في خطاب، أشار صدام حسين إلى مشاعره بقوله "يلعن ابو تركيا بقدر ابو إيران". صرح متحدث باسم وزارة الخارجية العراقية أن حزب العمال الكردستاني كان "إرثا مأساويا من نظام صدام" كما اتهم سياسي في دهوك بمواصلة سياسة صدام حسين"".
بعد اعتقال عبد الله أوجلان، اعلن غضبه مع مسعود بارزاني وجلال طالباني، وخاصة مع بارزاني، ودعا حزب العمال الكردستاني إلى الإطاحة بحكومة إقليم كردستان وقتل بارزاني وطالباني، اللذين أشار إليهما باسم "الكلاب" وقال "دعونا لا ندع بارزاني وطالباني يتنفسان".
في عام 2000، واجه حزب العمال الكردستاني واتحد العمال الكردستاني اشتباك كبير. غادر حزب العمال الكردستاني في وقت لاحق المدن وبدأ نشاطه فقط في المناطق الريفية في كمائن. في 3 مناسبات منفصلة في 29 يوليو 2015 و28 أكتوبر 2020 و18 يناير 2022، هاجم حزب العمال الكردستاني خط أنابيب النفط بين حزبة كردستان وتركيا. في عام 2014، تخلت البيشمركة عن قطعة أرض على جبال زيني وارتي في أربيل. استولى حزب العمال الكردستاني في وقت لاحق على تلك القطعة من الأرض. نشر الحزب الديمقراطي الكردستاني قوات البيشمركة مرة أخرى إلى المنطقة في عام 2020. جادل الحزب الديمقراطي الكردستاني بأنه لم يغادر المنطقة إلا لمحاربة الدولة الإسلامية في الجنوب، ولكن تم حل المواجهة في نهاية المطاف من خلال سحب الحزب الديمقراطي الكردستاني قواته. مسعود البارزاني قال ان الاراضي في كردستان العراق الذي لها وجود حزب العمال الكردستاني هيا «محتلة». اتهم مسعود بارزاني حزب العمال الكردستاني بالاستفادة من صراع البيشمركة مع داعش من أجل "غزو" أجزاء من إقليم كردستان المتاخم لتركيا، "بدلا من دعم تجربة إقليم كردستان". في 5 يونيو 2021، نصب حزب العمال الكردستاني كمينا ل 5 جنود من البيشمركة في دهوك، مما أسفر عن مقتلهم. وفقا لحكومة إقليم كردستان، احتل حزب العمال الكردستاني 515 قرية في إقليم كردستان اعتبارا من عام 2015. من بين هؤلاء، 304 يخضعون لمقاطعة دهوك، في حين كان 177 في أربيل و34 في السليمانية. في بيان صدر في 27 فبراير 2021، أكد مسعود بارزاني أن السلطات الكردية لا تستطيع إعادة بناء 800 قرية بسبب حزب العمال الكردستاني، مضيفا أنها لن تتسامح مع وجود المجموعة في المنطقة.
في 20 مايو 2014، ألقى الحزب الديمقراطي الكردستاني القبض على العديد من أعضاء حزب الحل الديمقراطي الكردستاني خلال العمليات في أربيل ودهوك وزاخو. قبل أيام قليلة من العملية، حظرت حكومة إقليم كردستان حزب الحل الديمقراطي الكردستاني بعد أن احتجوا أمام برلمان إقليم كردستان لإحياء ذكرى مذبحة لأعضاء حزب العمال الكردستاني على يد الحزب الديمقراطي الكردستاني في أربيل في عام 1997، خلال الحرب الأهلية الكردية العراقية.
خلال اشتباكات سنجار عام 2017، اشتبكت البيشمركة روج المدعومة من البيشمركة مع قوات مقاومة سنجار المدعومة من PKK.
خلال اشتباكات سنجار عام 2022، دعمت حكومة كردستان وحزب العمال الكردستاني أطرافا مختلفة.
في عام 2022، أصدر نائب وزير البيشمركة، سارباست لازجين بيانا لقناة كردستان 24، قائلا إن "بعض قوات الحشد الشعبي العراقية والحكومة السورية وحزب الله اللبناني متحالفون مع حزب العمال الكردستاني، ويدعمون بعضهم البعض ويعملون معا من أجل نفس الأهداف. هذا التحالف له طريق مفتوح على طول الطريق من سوريا، عبر سنجار والموصل وكركوك وإلى إيران، التي تخضع لسيطرة قوات الحشد الشعبي، لدى حزب العمال الكردستاني قواعد عسكرية بالقرب من منطقة شمشمال، محافظة السليمانية، حيث يتعاونون مع الجماعات التي تطلق صواريخ على أربيل، لقد دعنا، حكومة إقليم كردستان، مرارا وتكرارا حزب العمال الكردستاني إلى وقف عملياته المسلحة في إقليم كردستان ". وذكر أيضا أن قتال حزب العمال الكردستاني ليس له أي تأثير على تركيا، وكل ما يفعله هو جر الجيش التركي إلى عمق إقليم كردستان. وقال جوتيار عادل المتحدث الرسمي باسم إقليم كوردستان، "نطلب من كافة المجموعات العسكرية الأجنبية بما فيها حزب العمال الكردستاني عدم جر إقليم كوردستان إلى أي نوع من الصراعات أو التوترات، فحزب العمال الكردستاني هو السبب الرئيسي الذي دفع تركيا للدخول". أراضينا في إقليم كردستان. لذلك، نعتقد أن حزب العمال الكردستاني يجب أن يغادر، فنحن لسنا طرفًا في هذا الصراع الطويل الأمد وليس لدينا أي خطط للوقوف في أي جانب.
صرح ممثل حكومة إقليم كردستان لدى القوات المسلحة العراقية، القيادة العامة عبد الخالق طلعت، أن "سنجار لن تكون مستقرة طالما بقي حزب العمال الكردستاني والميليشيات المسلحة الأخرى المحظورة هناك" ودعا الحكومة العراقية إلى العمل مع حكومة إقليم كردستان من أجل إزالة حزب العمال الكردستاني.